# بمب‌گذاری کاسپییسک ۱۹۹۶
بمب‌گذاری کاسپییسک ۱۹۹۶ (انگلیسی: 1996 Kaspiysk bombing) در ۱۶ نوامبر ۱۹۹۶ رخ داد و طی آن تروریست‌های چچنی یک ساختمان آپارتمانی در کاسپییسک، داغستان را بمب‌گذاری کردند و ۶۸ نفر را کشتند.
بمب‌گذاری یک آپارتمان ۹ طبقه را ویران کرد. ۶۸ نفر از جمله ۲۱ کودک جان باختند. گمان می‌رود هدف این انفجار افسران گارد مرزی روسیه باشد که با خانواده‌های خود در آن محل زندگی می‌کردند.
بوریس یلتسین در واکنش به این حمله یک روز عزای ملی اعلام کرد.